# Křečík džungarský
Křečík džungarský (Phodopus sungorus, Pallas, 1773) je malý hlodavec pocházející původně ze severního Kazachstánu (dnešní Sibiř). Ve světě jsou také známí pod různými jmény, například křečíci sibiřští nebo winter snow díky tomu, že mají v zimě téměř bílou srst. Křečíci džungarští byli popsáni již v roce 1770. Je zajímavý neobvyklým chováním samce, který asistuje samičce při porodu a pomáhá jí starat se o mláďata. Jde také o oblíbeného domácího mazlíčka vedle křečka zlatého, oproti kterému je křečík džungarský o něco menší.

## Popis
Křečík je dlouhý asi 65–120 mm a váží 19–50 gramů (větší hmotnosti dosahuje hlavně v zajetí). Samice je lehce mohutnější. Tělesná hmotnost rapidně kolísá v průběhu celého roku (v zimě je nejnižší). Na předních i zadních tlapkách jsou čtyři prsty, na zadních navíc jeden zakrnělý. Chrup obsahuje celkem 16 zubů; 12 stoliček a 4 řezáky. Přední hlodavé zuby rostou po celý život. Běžná tělesná teplota je 36–37,5 °C, počet tepů za minutu 200–400, počet dechů za minutu 40–140.
Má zavalité tělo ve tvaru vajíčka s kulatou širokou hlavou, výraznýma očima, kulatýma ušima, které měří 11–16 mm, a velmi krátkým ocasem dlouhým 5–15 mm. Malé nohy jsou celé osrstěné, ochráněný je tak při chůzi po sněhu nebo horkém písku (nachází se i na územích, kde se teploty pohybují okolo 40 °C). Charakteristický je svými černými oblouky nad packami a úhledně černým hřbetním proužkem, táhnoucím se od hlavy až k ocásku. Spodek, boky a čenich jsou bílé. Zabarvení srsti je nicméně různé, v závislosti na ročním období. V letním období je převážně tmavší a v zimním období je naopak světlejší, až bílé, s hůře rozeznatelným pruhem na zádech. Čím mrazivější prostředí, tím je změna během ročního období výraznější.
Kromě základního (přírodního) zbarvení, které se nazývá agouti; tedy šedý až hnědý křečík se zřetelným černým pruhem táhnoucím se od hlavy až k ocasu, byly vyšlechtěny další tři barevné varianty: 
- safírová (tzv. sapphire, vznik v roce 1988 v Anglii); obvykle šedomodrý křečík s možnými různými odchylkami (zcela modrý, zrzavý či strakatý)
- bílá (tzv. pearl, vznik v roce 1989 v Anglii); křeček je bílý po celý život. Existují dvě varianty: bez pruhu nebo s ním, a také kombinace: agouti pearl a sapphire pearl. Vzácně i albín (červené oči)
- merle (vznik v roce 2003 v Anglii); mutace podobná pearl, křečíka však zdobí bílý límec a strakatá záda. Může se objevit v dvojí kombinaci: sapphire merle a agouti merle.

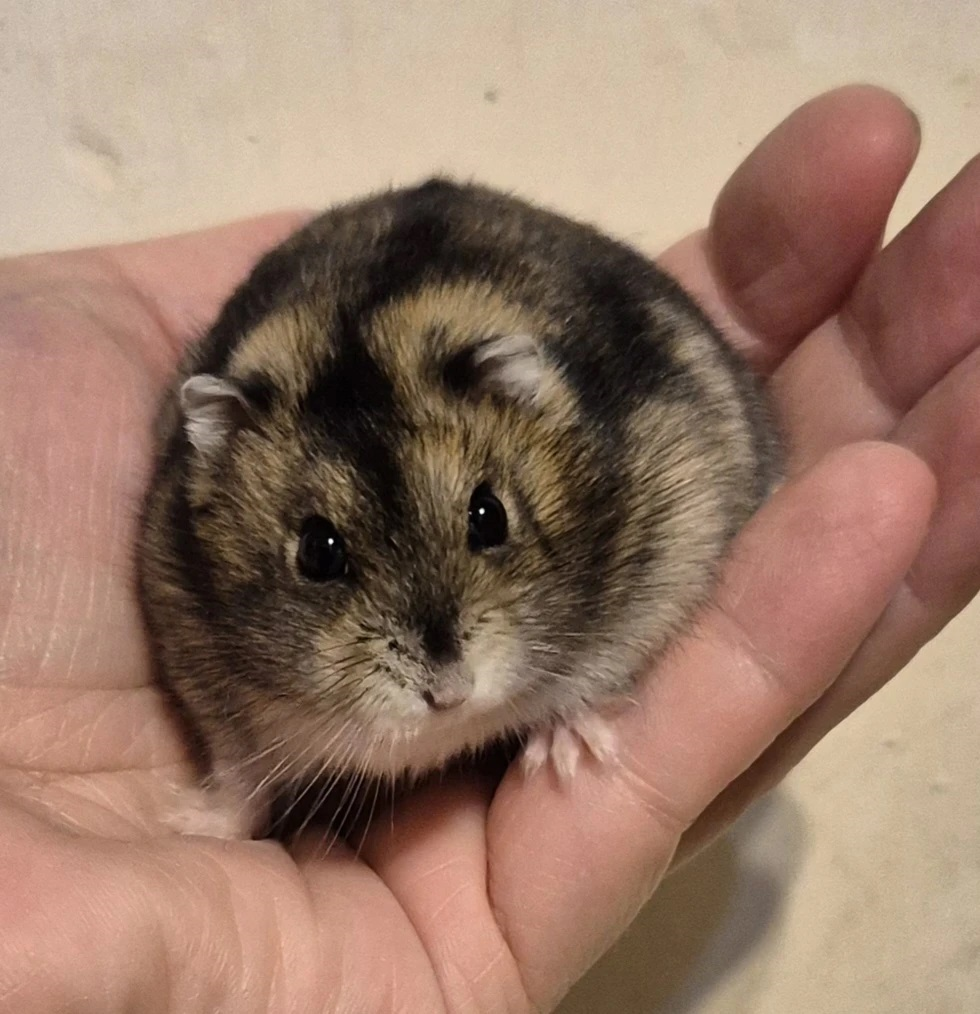
agouti (přírodní barva)
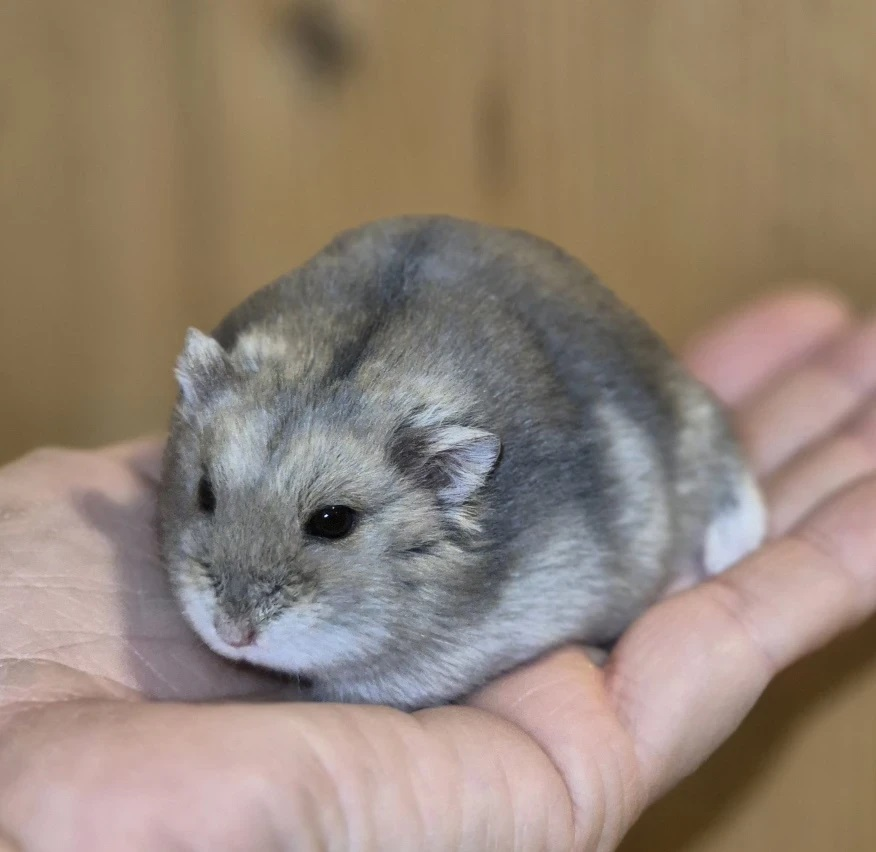
sapphire (safírová)
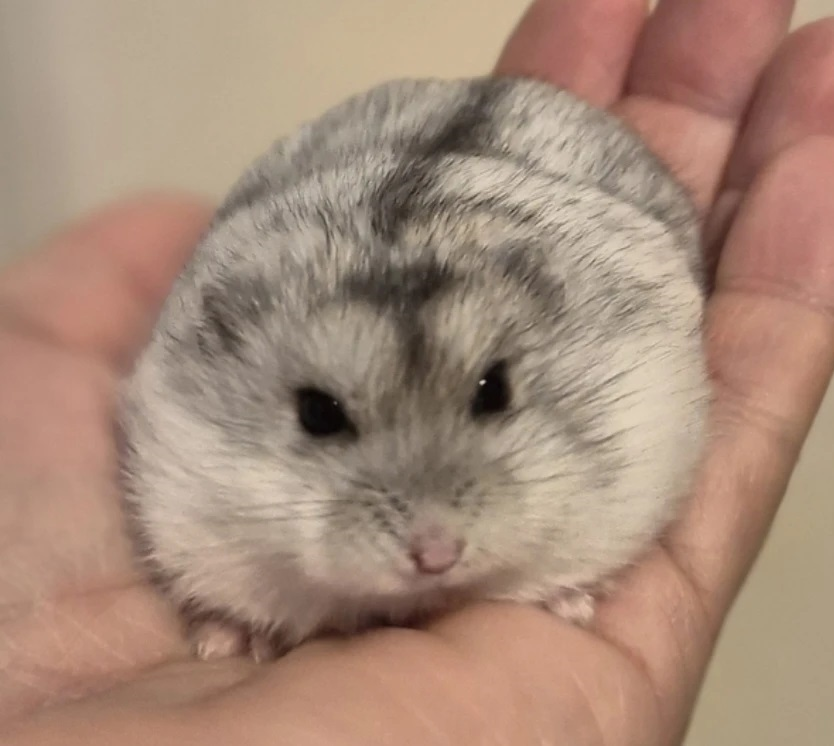
pearl (perlová)
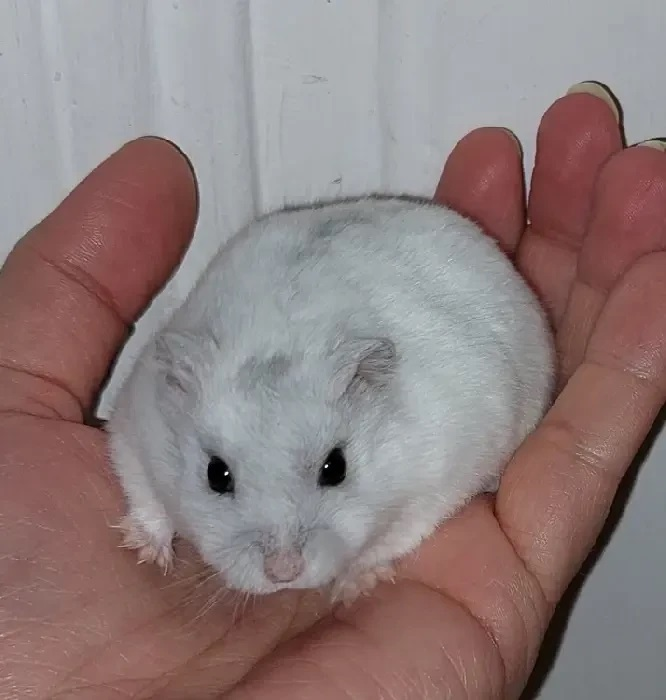
pearl sapphire (perlová safírová)
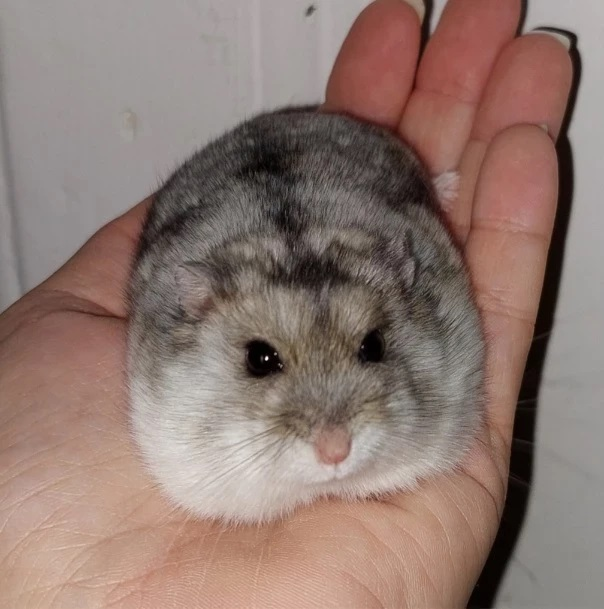
merle (melírovaná)
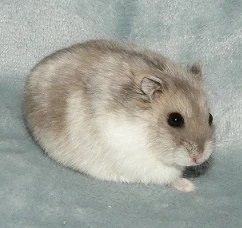
merle sapphire (melírovaná safírová)

## Výskyt
Křečík žije na různých místech Asie a Ruska, od Kazachstánu přes Mongolsko až po Mandžusko. Vyskytuje se jak v nížinách, tak v horách (až do 3000 m n. m.). Jeho životním prostředím jsou suché nebo travnaté stepi a tundry.

## Život ve volné přírodě

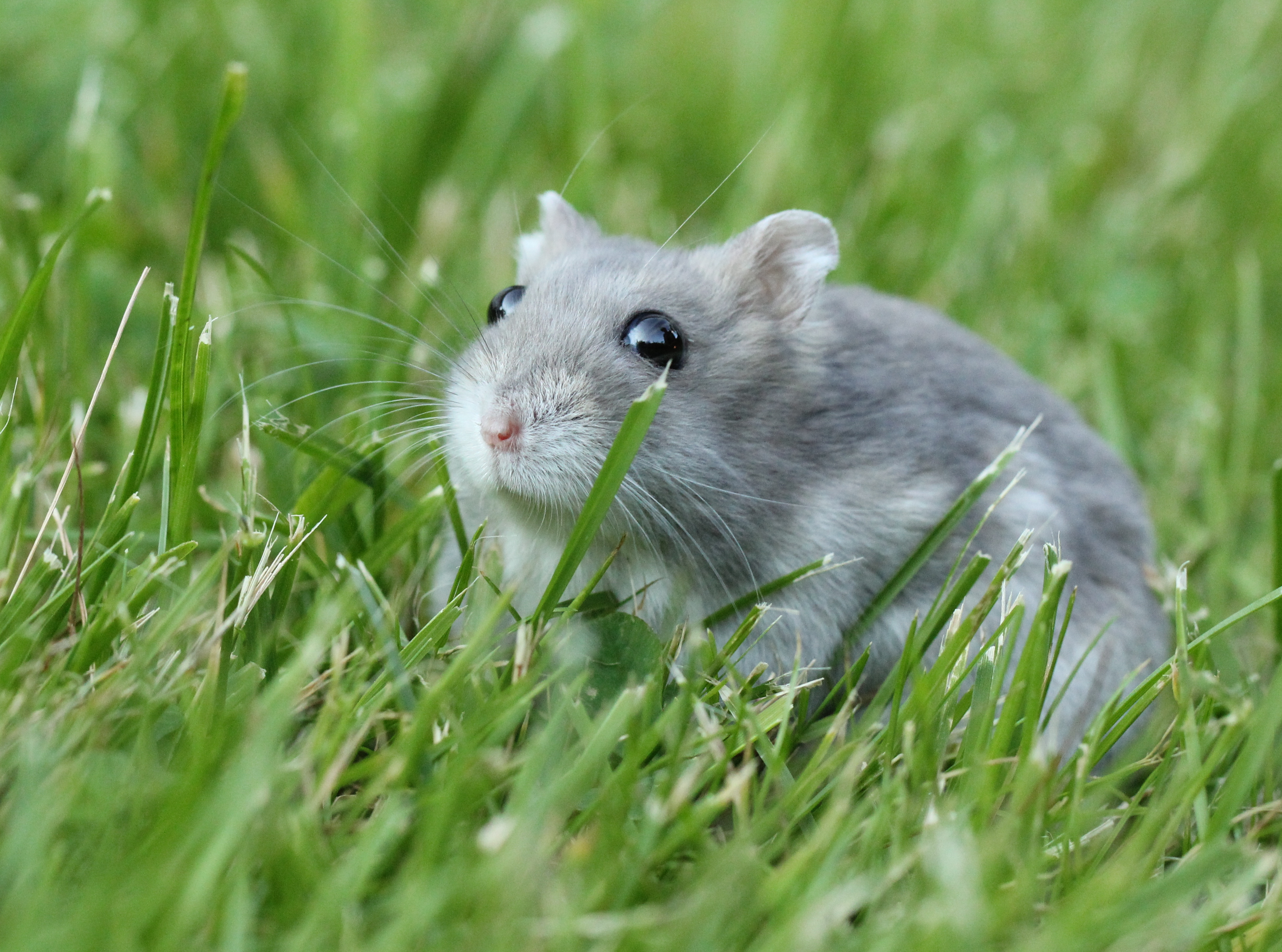
Křečík v trávě

Jedná se o noční zvíře. Nejvíce aktivní je tedy za soumraku a v noci, případně ještě za rozbřesku, ale doba, kdy vylézá z nory, se může měnit. Někdy vychází i přes den. Většinou žije samotářským způsobem života, případně však v menších skupinkách, kdy typické složení je: samec s vícero samicemi, samice s odrostlou mladší samicí (dcerou) a samcem (otcem), nebo klasický pár (samec a samice) se svými mláďaty. Střeží si své teritorium a obecně agresivnější bývá samice, ale konfliktům s jinými svého druhu se většinou snaží vyhnout. Často postačí zastrašování, kdy se bázlivější jedinec nakonec dobrovolně stáhne, neboť má vždy dostatečný prostor na útěk. V zajetí, v malém uzavřeném prostoru, tuto možnost nemá a je potřeba být v těchto situacích obezřetný, může dojít k souboji a k zraněním. Žije až v metr hlubokých norách, které vystýlá suchou trávou, mechem, chlupy či ovčí vlnou. Jedna nora může mít až šest vchodů, které, až na jeden, na zimu ucpává a uvnitř doupěte se pak pohybuje teplota okolo 16,7 °C. Aktivní je po celý rok, v zimě ale převážně spí (k zimnímu spánku se však neukládá). Před příchodem zimy si hromadí potravu, kterou si přenáší v lícních vacích (tzv. křečkování je pud, který nezmizel ani v domácím chovu). 

### Potrava
Živí se hlavně semeny obilnin (rostliny z čeledi lipnicovité), kořeny a výhonky a příležitostně i hmyzem (obzvláště kobylkami) a jeho larvami.

### Smysly
K orientaci ve tmě používá hmatové vousky. Zrak je slabší, ve dne je téměř slepý a údajně rozezná pouze různé odstíny šedé. Hlavním smyslem, vyjma hmatu, je sluch a čich. Křečíci se navzájem informují a rozeznávají pomocí pachových stop (močí a trusem) a komunikují mezi sebou nenápadnými vysokými frekvencemi – možná i ultrazvukem, což snižuje riziko prozrazení vůči predátorům.

### Přirození nepřátelé, dožití
Přirozených nepřátel má hned celou řadu, hlavně se jedná o menší šelmy a dravé noční ptáky (typickými predátory jsou např. lasice a tchoři). Ve volné přírodě žije jen jeden až dva roky, ale v zajetí se může dožít až tří let (podle slov některých chovatelů možná až čtyř let).

### Rozmnožování a chov mláďat

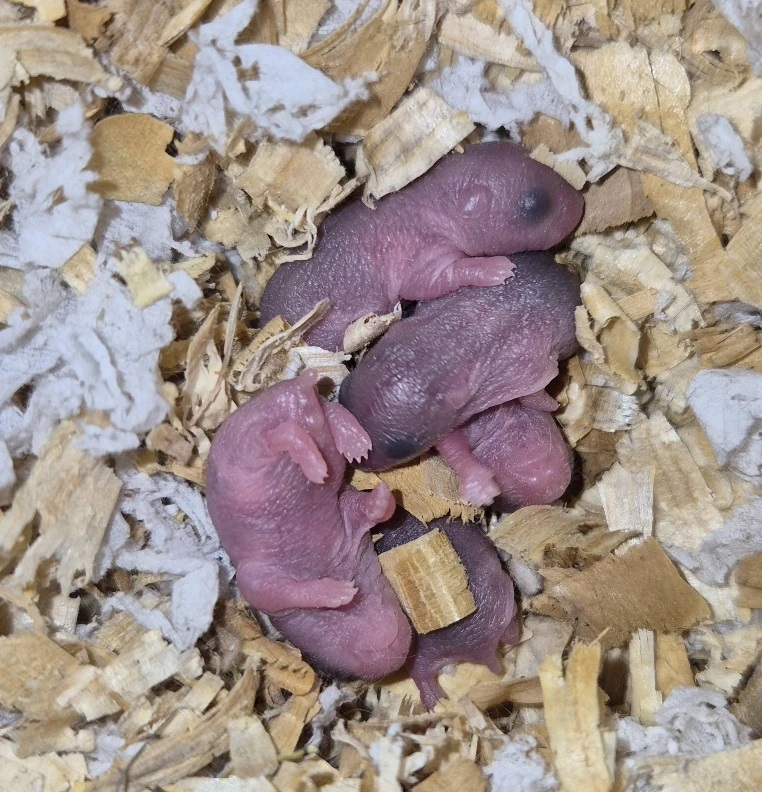
Mláďata křečíka džungarského

Křečík džungarský není přísně monogamní, páry se často obměňují. Schopný reprodukce je asi ve věku dvou až tří měsíců, případně i později, nebo dosáhne-li hmotnosti 20 gramů. Rozmnožuje se nejčastěji od února do listopadu a jako každý polyestrický hlodavec mívá dva a více vrhů během jednoho roku (v zajetí může mít údajně až osm). Organizace IUCN na svých stránkách uvádí, že v Kazachstánu mívá křečík běžně i 5–6 vrhů a v každém z nich má samice 4–11 mláďat. Pětiletá studie (během let 1988–1993), jíž vedl profesor biologie Alexander Lerchl, zjistila následující: z celkem 368 párů se 308 párů úspěšně rozmnožovalo. Dohromady se jednalo o 2113 vrhů (na jednu samici připadalo až 13) a narodilo se 12 591 potomků (průměr: 6,0 ± 2,2 na jeden vrh). Samice je březí 18 až 22 dnů. Rodí tzv. nidikolní mláďata; holá, slepá, hluchá, o váze cca 1,5 gramu, která jsou zcela závislá na matce a jejím výživném mléce. V třech dnech jsou viditelné kořínky chlupů a kožní pigment (zřejmý v případě základní barvy křečíka). Čtvrtý až pátý den odstávají uši, od 10 dne pozřou už tuhou stravu, 12 dní stará mláďata začínají pomalu vidět a mají jemnou srst, a ve 14 dnech života se už vydávají na vlastní průzkum. Mláďata jsou odstavena zhruba po jednom měsíci, ale často i dříve (okolo 20 dní od narození).

## Chov v zajetí
Obecně se jedná o nenáročné a tiché zvíře, činnost vyvíjí převážně v nočních hodinách. Je však vcelku klidné. Nejedná se o čiperného běžce a neumí ani obratně šplhat. Ideální, podle vzoru z divoké přírody a rad chovatelů, je v jedné ubikaci chovat jednoho křečíka, případně samce s vícero samicemi a možná též dva samce, kteří se mohou ale i nemusí snášet. Do jedné ubikace se nedoporučuje umisťovat dvě samotné samice. Zrovna tak se nedoporučuje dávat nového křečka do klece jiných křečků, který v ní žijí, zpravidla ho totiž nepřijmou a může dojít k soubojům a k zraněním. Z tohoto důvodu je nejlepší chovat pohromadě takové křečky, kteří spolu vyrůstají. V zajetí se dožívá vyššího věku než ve volné přírodě.
Čím krmit: Čím a jak přesně zvíře krmit se liší na základě různých pramenů a dle zkušeností jednotlivých chovatelů. Asi nejjednodušší je kupovat už připravené směsi pro hlodavce (nemusí to být směsi speciálně pro křečíky), ale křečci potřebují i živočišné bílkoviny, mohou se tedy přidat například kvalitní kočičí granule (v menším množství) nebo kousek nesoleného a nekořeněného masa, které doplníme čerstvou a omytou zeleninou nebo ovocem. Ovoce je třeba dávat jen přiměřeně vzhledem k podílu cukru. Není vhodné krmit křečíka větším množstvím slunečnicových semen nebo ořechů, protože tato semena obsahují větší množství tuku. Lze jim natrhat pampeliškové listy, jitrocel, jetel. Rádi si pochutnají i na šešulkách kokošky pastuší tobolky. Vhodný je též drobný hmyz, zejména mouční červi, cvrčci a sarančata, které je možné v létě nachytat na většině luk. Rostliny není vhodné trhat u silnic nebo tam, kde lidé často venčí psy. Pokud není jiná možnost, je třeba je alespoň pořádně umýt. Případně lze podávat uvařený kuskus s nastrouhanou mrkví. Za dobrý nápad se také považuje vložit křečíkům do klece větvičku z ovocných stromů. O větvičku si mohou obrušovat zoubky. Před vložením do klece je potřeba větvičku lehce omýt vodou a osušit.[zdroj⁠?!]

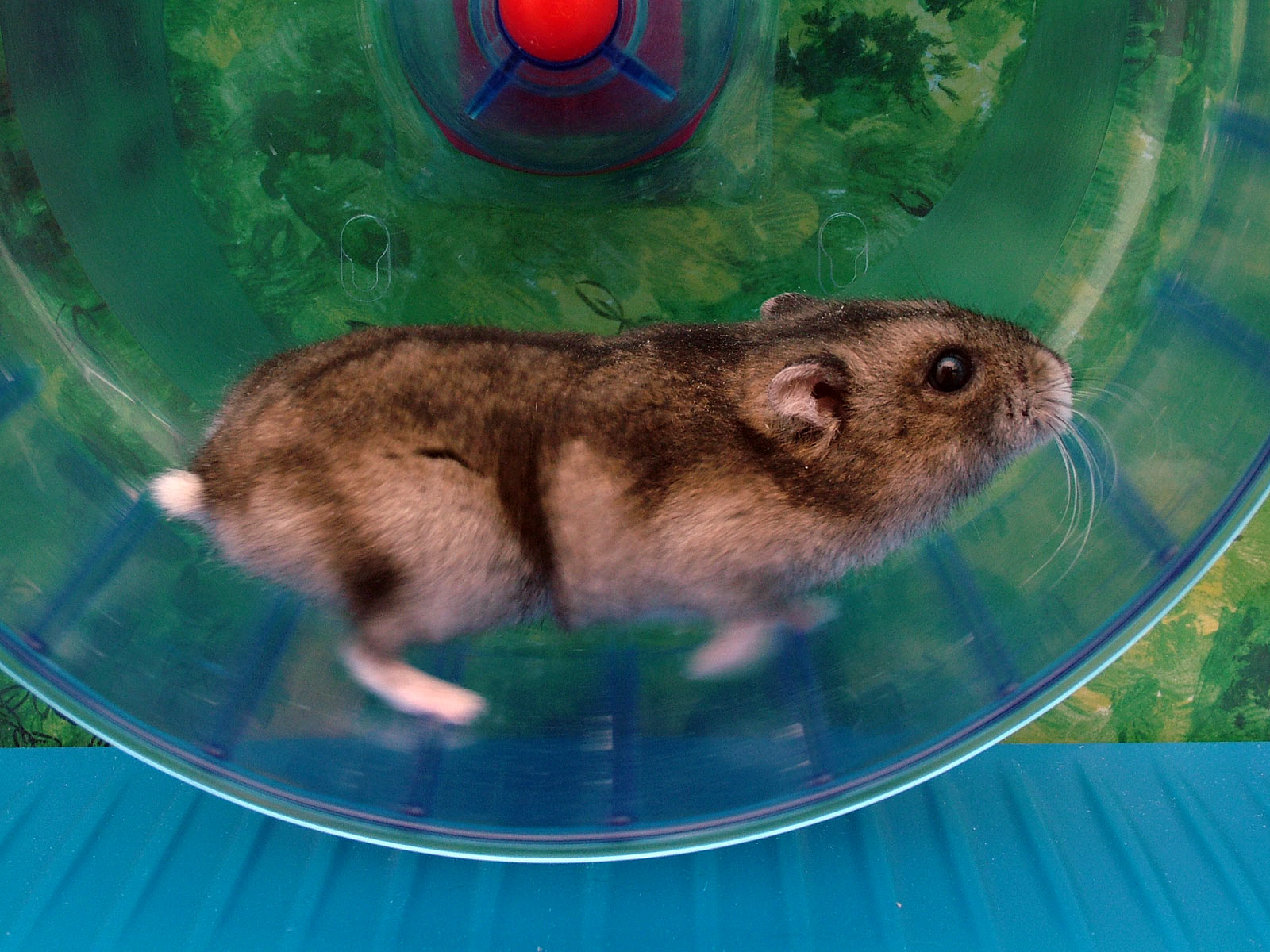
Kolečko by mělo mít plné dno a minimální rozměry 20cm

Ubikace: Zrovna tak se liší informace o vhodné ubikaci. Pro křečíka se obecně používá prostorné terárium, klec nebo plastbox (čím více jedinců, tím větší zázemí by mělo být). Vhodnější jsou uzavřené plastboxy nebo vyšší terária (pozor ovšem na případnou vlhkost a tvorbu plísní, nebo na příliš nízké plastboxy, kde by křečík mohl ohlodávat plastové víko). Nenáročnou ubikaci lze vytvořit z plastového boxu tak, že se ve víku vyřeže díra a připevní pletivo. Klec by měla mít minimální rozměry 70 x 50 cm. Menší klece jsou pro křečka nevhodné. Křeček v malých klecích bude více vystresovaný a může být agresivní. Z nižšího neuzavřeného příbytku, nebo skrze pletiva, dokáže křečík utéct a v kleci bývá obyčejně hlučnější. Naopak zcela nevhodná je jakákoliv krabice, ze které se může křečík prokousat ven. Nevhodné jsou také malé plastové klece ze zverimexů. Vhodnější jsou komponenty vyrobené ze dřeva a nikoliv z plastu. Ubikace by měla obsahovat domeček (nějaký úkryt, který nahradí noru v přírodě a v případě vícero jedinců by se mělo ve společné ubikaci nacházet i větší množství skrýší). Domeček rovněž nejlépe dřevěný. Dále napáječku na pití, misku na jídlo a doporučenou podestýlku (např. piliny, hobliny nebo seno): domeček k úkrytu a spaní mu může sloužit i jako spižírna – otvor by měl být jen jeden a nejlépe kulatý o průměru asi 3,5 cm. Lze jej vyrobit také ze skořápky z kokosového ořechu (půlka skořápky do které se vyřízne dostatečně velký obloukový otvor, aby mohl dovnitř). Nesmí chybět napáječka k napití – nedoporučuje se miska s vodou, neboť ji může snadno převrhnout a mohlo by dojít k znečištění podestýlky, která by poté plesnivěla (některé křečíky, hlavně mláďata, je však nutno naučit pít dotekem koncem napáječky křečíkovy tlamičky, aby vytekla voda).[zdroj?] Velmi rádi se také křečíci „koupou“ v misce naplněné pískem pro činčily – ten zvyšuje kvalitu jejich srsti. Znečištěný písek je zapotřebí odstranit a doplnit nový. Samotné dno obydlí by mělo být pokryté hoblinami (dostatečně velkými, aby je nevdechoval). Můžeme přidat i trochu sena a papírové ubrousky, kterými si pak sám vystele domeček, případně i podestýlku pro hlodavce. Na hnízdo můžeme použít buničinu, neparfémované papírové kapesníčky nebo toaletní papír.[zdroj?] Jeho obydlí můžeme obohatit kolem (kolotočem), v kterém se křečík proběhne, ale řada chovatelů jej nedoporučuje, nebo považují za vhodné, aby k němu neměl celodenní přístup (hlavně přes noc, kdy je velmi aktivní). Někteří chovatelé na základě svých zkušeností tvrdí, že v opačném případě zvíře dokáže běžet prakticky bez ustání a při nepřiměřené námaze může křečík uhynout v důsledku srdečního selhání (infarktu), obzvláště mladý, starší, nebo ne zcela zdravý jedinec. Jiní považují tuto teorii za nesmyslnou. Nebezpečná však může být samotná konstrukce některých kolotočů, především ta, která nemá žádnou výplň (jakou naopak má kolotoč na obrázku vpravo). Při koupi je důležité vybrat také správnou velikost kolotoče, křečík by v něm neměl prohýbat záda. Dále mu můžeme zpestřit zařízení kouskem dřeva na hryzání (nejlépe z ovocného stromu, ale ne z peckovic, jehličnanů a dubu[zdroj⁠?!]) a jinými, méně náchylnými prolézačkami na hraní (rulička od toaletního papíru, krabička s otvory aj.).
Zásady odchovu: viz také rozmnožování; za vhodné se považuje podávat samičce vyšší přísun bílkovin, jako je mleté maso, krmný hmyz nebo vařené vajíčko.[zdroj⁠?!] Samička by neměla být ve stresu, v opačném případě by mohla mláďata sežrat. Čerstvé narozená a ještě holá mláďata se nedoporučuje brát do rukou. Učinit tak lze v případě, že už jsou osrstěná a mají otevřené oči. Samička může být vůči samci (otci) agresivní, ve snaze ochránit mláďata. Samec, pokud to bude možné, se jí bude vyhýbat a skrývat se.[zdroj⁠?!]